# Khwaday-Namag
Khwaday-Namag (خدای‌نامه, en persan moderne : Khudāy-Nāma ;) est le titre hypothétique d’une œuvre historique perdue en moyen perse retraçant l’histoire de l’Iran à l’époque de l’Empire sassanide. Elle aurait probablement couvert l’histoire légendaire et mythique de l’Iran depuis les origines jusqu’à la période sassanide. Ce texte fut un lointain précurseur du Shahnameh (« Livre des Rois ») de Ferdowsi, épopée nationale iranienne du Xe siècle, qui aurait puisé dans une version ou plusieurs versions du Khwadāy-Nāmag. Des chercheurs ont tenté d’en reconstituer le contenu par comparaison avec des textes zoroastriens, des sources arabes et le Shahnameh. Certains utilisent le terme Khwadāy-Nāmag pour désigner une tradition ou un genre de textes relatifs à l’histoire nationale iranienne à l’époque sassanide, plutôt que pour désigner un texte original unique.
Selon la théorie de Theodor Nöldeke, le livre aurait été composé pour la première fois sous le règne de Khosro Ier, puis enrichi sous le règne du dernier souverain sassanide, Yazdgard III. Il fut traduit en arabe au VIIIe siècle par Ibn al-Muqaffa, un zoroastrien converti à l'islam ; cette traduction est également perdue. Nöldeke estimait que toutes les histoires arabes postérieures de l’Iran dérivaient de la traduction d’al-Muqaffa'. En particulier, les Annales d'al-Tabari et le Shahnameh de Ferdowsi seraient ceux qui ont le mieux conservé le contenu du Khwadāy-Nāmag. Bien qu'al-Muqaffa' ait effectivement traduit une histoire persane en arabe intitulée Khudāy-Nāma, il existait, dès le Xe siècle, de nombreuses œuvres arabes intitulées Khudāy-Nāmas (dont aucune n’a survécu), présentant des contenus divergents ; elles ne peuvent donc pas toutes provenir de la traduction d’al-Muqaffa'.
Mahmoud Omidsalar et Touraj Daryaee estiment qu’il est très probable qu’il existait déjà différentes versions du Khwadāy-Nāmag à l’époque sassanide, commandées par différentes familles nobles, chacune relatant l’épopée nationale iranienne selon sa propre perspective. Ils n’excluent toutefois pas qu’un Khwadāy-Nāmag majeur ait été produit sur l’ordre de Khosro Ier ; cette version aurait été considérée comme la plus prestigieuse. Cette diversité a conduit à une « greffe » des histoires familiales iraniennes sur la mythologie et les légendes iraniennes dans les Khwadāy-Nāmag. Les premiers auteurs musulmans auraient donc utilisé des traductions de ces différentes versions ainsi que d'autres récits épiques indépendants pour écrire l’histoire de l’Iran préislamique.
Concernant la composition du Khwadāy-Nāmag, A. Shapour Shahbazi note que les compilateurs sassanides « mêlaient le souvenir de l’histoire récente au passé lointain et aux vieilles légendes », sans s’appuyer sur des sources documentaires comme les inscriptions royales en moyen perse.
La principale source du Shahnameh de Ferdowsi fut le Shahnameh d'Abu Mansur, un texte en prose en persan moderne rédigé en 957 par des savants zoroastriens et des dehkan sous la direction d'Abu Mansur Mamari ; seul le prologue de cette œuvre nous est parvenu. Selon une opinion, le Shahnameh d'Abu Mansur serait une traduction d’un texte pehlevi datant de l’époque de Yazdgard III, lui-même fondé sur un texte antérieur du règne de Khosro Ier. Une autre opinion y voit une compilation de diverses sources plutôt qu’une traduction d’un seul ouvrage.
L’historien grec du VIe siècle Agathias, qui inclut dans son œuvre un résumé de l’histoire dynastique sassanide et des informations sur la religion perse, se serait appuyé sur les archives royales perses à l’aide d’un traducteur. Il est probable que ses données soient liées à celles des ouvrages postérieurs dérivant du Khwadāy-Nāmag. Toutefois, certains chercheurs suggèrent que les informations d’Agathias proviennent surtout de sources syriaques sur l’histoire sassanide, ce qui expliquerait leur biais pro-chrétien et pro-syriaque ; bien que, selon Michael R. J. Bonner, il semble avoir aussi utilisé une source officielle sassanide.